# Slow Burn (David Bowie)
Slow Burn è un brano musicale scritto dal musicista britannico David Bowie per l'album Heathen del 2002. La canzone venne pubblicata come primo singolo estratto dal disco il 3 giugno 2002.
In Gran Bretagna la traccia non uscì come singolo, in quanto venne preferita Everyone Says 'Hi'.

## Il brano
La foto di copertina del singolo è opera del fotografo Markus Klinko, e mostra Bowie mentre cammina con in braccio un bambino. Si tratta di un fotomontaggio, con la testa di Bowie trasposta sul corpo di un modello fotografato separatamente.

## Video
Il videoclip musicale per Slow Burn fu caricato sul canale YouTube ufficiale di Bowie il 23 marzo 2011. Il video mostra Bowie vestito di bianco mentre canta la canzone in sala d'incisione, mentre una giovane ragazza gironzola per lo studio di registrazione.

## Esecuzioni dal vivo
Nel 2002 Slow Burn venne eseguita dal vivo nel corso di varie trasmissioni televisive, sebbene in concerto fu inserita in scaletta solamente durante le prime due date dell'Heathen Tour.

## Tracce singolo

### CD
ISO-Columbia / 672744 1 (Austria)
1. Slow Burn – 4:43
2. Wood Jackson – 4:48
3. Shadow Man – 4:46

ISO-Columbia / COL 672744 2 (Austria)
1. Slow Burn – 4:43
2. Wood Jackson – 4:48
3. Shadow Man – 4:46
4. When the Boys Come Marching Home – 4:46
5. You've Got a Habit of Leaving – 4:51

Sony / SICP-162 (Giappone)
1. Slow Burn (edit) – 3:55
2. Shadow Man – 4:46
3. When the Boys Come Marching Home – 4:46
4. You've Got a Habit of Leaving – 4:51
5. Baby Loves That Way – 4:44

## Formazione
- David Bowie – voce, fiati, produzione
- Pete Townshend – chitarra
- Tony Visconti – basso, registratori, B-vox, arrangiamento archi
- Matt Chamberlain – batteria, programmazione loop, percussioni
- David Torn – chitarra, loop chitarra, Omnichord
- Jordan Rudess – pianoforte e organo Hammond
- Gail Ann Dorsey – basso in Shadow Man
- Earl Slick – chitarra in Shadow Man, chitarra acustica ed elettrica in You've Got a Habit of Leaving
- Mark Plati – chitarra acustica in Shadow Man, chitarra acustica ed elettrica in You've Got a Habit of Leaving
- Lisa Germano – violino in Shadow Man e You've Got a Habit of Leaving
- Carlos Alomar – chitarra in When the Boys Come Marching Home
- Mike Garson – pianoforte in You've Got a Habit of Leaving
- Sterling Campbell – batteria in You've Got a Habit of Leaving
- Emm Gryner – cori in You've Got a Habit of Leaving
- Holly Palmer – cori in You've Got a Habit of Leaving
- Tony Visconti – produzione
- The Scorchio Quartet
  - Greg Kitzis – Primo violino
  - Meg Okura – Secondo violino
  - Martha Mooke – viola
  - Mary Wooten – violoncello